# Sacra Famiglia Medici
La Sacra Famiglia Medici è un dipinto a olio su tavola (140x104 cm) di Andrea del Sarto, databile al 1529 e conservato nella Galleria Palatina di Firenze.

## Storia
Giorgio Vasari ricorda come l'opera venisse commissionata da Ottaviano de' Medici come oggetto di devozione privata, nel 1529. Egli possedeva già due Madonne dell'artista e desiderava anche un lavoro della sua "ultima maniera". Il dipinto fu apprezzato da Rubens, che vi poté trovare tutti quegli elementi che utilizzò nella sua rivisitazione dell'arte italiana.
Documentata a palazzo Pitti dal 1637, tra il 1716 e il 1723 l'opera stette nella camera da letto granducale, mentre oggi è nella Sala di Apollo.

## Descrizione e stile
Nonostante il titolo tradizionale, non si tratta di una Sacra Famiglia, essendo assente san Giuseppe, ma di una Madonna col Bambino, sant'Elisabetta e san Giovannino, la cui croce fatta di canne si trova appoggiata nell'angolo inferiore sinistro, illuminata da un fascio di luce.
Maria tiene in grembo il Bambino voltandosi verso sinistra, con Elisabetta che fa lo stesso col proprio figlio proiettato però in avanti e in una posizione rialzata, che dà all'insieme una forma piramidale asimmetrica. Tali studi compositivi sono un evidente omaggio a Raffaello degli anni fiorentini, così come la nitidezza del disegno e il senso scultoreo richiamano Michelangelo e il particolare sfumato deriva da Leonardo da Vinci, anche se la sua fusione con colori accesi e l'effetto sabbioso e chiazzato sono tipici di Andrea del Sarto, infatti si parla di sfumato "sartesco".
I colori sono accesi dalla luce, soprattutto nella veste di Maria dai toni cangianti e dal panneggio accartocciato, tipico della "maniera", ma le tonalità sono in generale smorzate un po' stridenti, generanti una tensione tipica di quegli anni che l'artista risolse coloristicamente piuttosto che con le forzature anatomiche e compositive dei suoi colleghi Pontormo e Rosso Fiorentino.